# Painella simmondsi
Painella simmondsi är en insektsart som beskrevs av Frederick Arthur Godfrey Muir 1931. Painella simmondsi ingår i släktet Painella och familjen Lophopidae. Inga underarter finns listade i Catalogue of Life.